# Unitat perifèrica de Trícala
La unitat perifèrica de Trícala (en grec: Νομός Τρικάλων) és una unitat perifèrica de Grècia. La capital és Trícala, al nord-oest de Tessàlia, i inclou els monestirs de Kalampaka i Meteora, es troba al nord-oest d'Atenes, i es divideix en dues regions: Kalampaka i Trícala. Correspon a l'antiga prefectura de Trícala.

## Municipis
| Nom            | YPES code | Capital       | Codi postal | Prefix telefònic |
| -------------- | --------- | ------------- | ----------- | ---------------- |
| Aithikes       | 4801      | Elati         | 420 32      | 24340-71         |
| Khàsia         | 4826      | Asprokklisia  | 422 00      | 24320-95         |
| Estiaiotida    | 4805      | Megalochori   | 421 00      | 24310-71         |
| Faloreia       | 4824      | Kefalovryso   | 421 00      | 24310-85         |
| Farkadona      | 4825      |               | 420 31      | 24330-2          |
| Gomfoi         | 4804      | Lygaria       | 421 00      | 24310-62         |
| Kalambaka      | 4806      |               | 422 00      | 24320-2          |
| Kallidendro    | 4807      | Valtino       | 421 00      | 24310-94         |
| Kastania       | 4808      |               | 420 36      | 24320-88         |
| Kleinos        | 4809      |               | 422 00      | 24320-31         |
| Koziakas       | 4810      | Prinos        | 421 00      | 24310-93         |
| Malakasi       | 4811      | Panagia       | 422 00      | 24320-71         |
| Megala Kalyvia | 4812      |               | 420 30      | 24310-43         |
| Oichalia       | 4815      |               | 423 00      | 24330-31         |
| Paliokastro    | 4816      | Palaiopyrgos  | 421 00      | 24310-87         |
| Paralithaioi   | 4817      | Rizoma        | 421 00      | 24310-96         |
| Pelinnaioi     | 4818      | Taxiarches    | 421 00      | 24310-53         |
| Pialeia        | 4819      | Fiki          | 421 00      | 24310-52         |
| Pyli           | 4820      |               | 420 32      | 24340-2          |
| Pynda          | 4821      | Stournaraiika | 420 32      | 24340-93         |
| Trícala        | 4822      |               | 421 00      | 24310-2 à 4      |
| Tymfaia        | 4823      | Koniskos      | 422 00      | 24320-92         |
| Vasiliki       | 4803      |               | 422 00      | 24320-91         |
| Aspropotamos   | 4802      | Kallirroi     | 421 00      | 24310-7          |
| Myrofyllo      | 4813      |               | 420 33      | 24340-31         |
| Neraida        | 4814      |               | 420 37      | 24340-3 et -7    |